# Joseph Bernhard Jack
Joseph Bernhard Jack (* 22. März 1818 in Salem, Großherzogtum Baden; † 14. August 1901 in Konstanz) war ein deutscher Apotheker und Botaniker.
Sein botanisches Autorenkürzel lautet „J.B.Jack“.

## Leben
Nachdem er die Volksschule besuchte und Latein und Griechisch lernte, trat er 1833 in die Apotheke von F. Baur in Salem in die Lehre. Diese schloss er 1837 ab. Anschließend konditionierte er in Donaueschingen, Lenzburg und Genf. Von Genf aus machte er 1841 eine Reise nach Paris, um dann Pharmazie in Freiburg im Breisgau zu studieren. 1842 bestand er das Staatsexamen.
Ab 1845 pachtete Jack die Hofapotheke in Salem, die er zwei Jahre leitete. Danach zog er nach Konstanz und widmete sich ganz botanischen Studien. Jack unternahm lange jährlich botanische Exkursionen, vor allem in die Schweiz, und war einer der ersten Kenner der europäischen Lebermoose. Er war an vielen Herausgaben verschiedener Exsiccaten-Werke beteiligt und verfasste kritische Untersuchungen von Hepatica-Arten. Das von ihm angelegte große Lebermoos-Herbar ging in den Besitz des Herbariums Boissier über.

## Ehrungen
1877 wurde er zum Mitglied der Leopoldina gewählt. Von der Universität Freiburg wurde er zum Dr. h. c. ernannt. Nach ihm benannte Viktor Ferdinand Schiffner im Jahre 1900 die Lebermoosgattung Jackiella.

## Schriften
- Die Lebermoose Badens. In: Berichte über die Verhandlungen der naturforschenden Gesellschaft zu Freiburg i. B. Band 5, Nr. 3–4, 1870, S. 1–92 (Digitalisat).
- Botanische Wanderungen am Bodensee und im Hegau. In: Mitteilungen des Badischen Botanischen Vereins. Nr. 91/92, 1891, ZDB-ID 242770-9, S. 341–356; Nr. 94/95, 1892, S. 365–380; Nr. 96/97, 1892, S. 381–396; Nr. 98, 1892, S. 397–404; Anhang. Nr. 103, 1893, S. 25–28; Nachtrag. Nr. 141, 1896, S. 363–366.
- Beiträge zur Kenntniss der Pellia-Arten. In: Flora oder allgemeine botanische Zeitung. Bd. 81 = Ergänzungsbd. zu Jg. 1895, Heft 1, 1895, ISSN 0367-1615, S. 1–16.
- Lebermoose Tirols. In: Verhandlungen der kaiserlich-königlichen zoologisch-botanischen Gesellschaft in Wien. Bd. 48, 1898, ISSN 0084-5647, S. 173–191 (zobodat.at [PDF]).
- Flora des badischen Kreises Konstanz. Reiff, Karlsruhe 1900.